# Ritu Zinnendorf

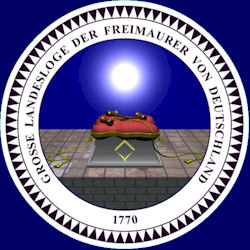
Segell de la Gran Lògia Nacional d'Alemanya

El Ritu Zinnendorf és avui dia potser el ritu maçònic regular més practicat a Alemanya i àmpliament difós a Àustria. És per descomptat el ritu més popular al si de la Gran Lògia Nacional dels Francmaçons d'Alemanya (Große Landesloge der Freimaurer von Deutschland), l'única obediència regular en l'actual República Federal Alemanya. Va sobreviure a Rússia fins a la Revolució russa de 1917, sota una singular combinació amb el Ritu Suec. És un ritu explícitament cristià i trinitari sota un sistema de set graus.

## Història del Ritu Zinnendorf
El Ritu Zinnendorf rep el seu nom del seu fundador Johann Wilhelm von Zinnendorf (1731-1782).
En vida de Zinnendorf el ritu rebia el nom de Ritu de Reichell, ja que serà George Reichell, el director alsacià de l'Escola Militar de Sant Petersburg, qui el popularitzarà tant a Prússia i les seves possessions, com a Rússia. Més tard rebria el cognom de l'autor per diferenciar-lo d'un altre ritu alemany, el Ritu Schröder, el ritu germànic que gaudeix avui àmplia difusió entre emigrants alemanys, tant a Europa com a Sud-amèrica.
Igual que el Ritu Suec d'on prové o el Ritu Escocès Rectificat que li seguirà, el Ritu Zinnendorf és un ritu explícitament cristià i trinitari. Recull de l'Estricta Observança Templera, d'on provenen els seus membres fundadors, el simbolisme templer, però rebutja l'hermetisme i l'alquímia lligats a aquesta obediència del segle xviii. Actualment, en ser una obediència regular, només admet a homes. A més, igual que els ritus Suec i Escocès Rectificat, no admet visitants no cristians en els alts graus. Pertànyer a aquest ritu significa explicitar la creença en els Evangelis com a font revelada, així com en la Santíssima Trinitat. Pel seu origen, conserva dret de visita i convalidació de graus amb els ritus Suec i Escocès Rectificat, així com amb el Ritu Francès en la seva versió anomenada Tradicional o Restablerta.
En la segona meitat del segle xviii, l'Estricta Observança Templera es trobava en una profunda crisi a conseqüència de les seves pretensions polítiques que amenaçaven l'estabilitat dels Estats europeus, encara dels governats per monarques maçons. a Alemanya on Frederic II, maçó el mateix, protegia a l'Ordre, a Àustria, el nou emperador Leopold II d'Habsburg començava un dur distanciament amb la maçoneria, vinculada al seu territori als Il·luminats de Baviera.
A més, la seva doctrina era una barreja de cristianisme, observances del Temple més mític i fabulós que real, hermetisme i alquímia. A tot això s'unia el secretisme dels alts graus, el que feia que aquests proliferessin de manera exponencial, la majoria de la vegades de manera desordenada. Això feia fàcil la introducció de l'estafa i demagògia. En un intent per posar ordre, és com sorgeixen les grans lògies que avui coneixem. Per al cas alemany serà la Gran Lògia Nacional dels Francmaçons d'Alemanya la que ocupi aquest lloc.
A aquest ritu va pertànyer també Johann Wolfgang von Goethe. Va ser iniciat el juny de 1780 a la lògia de Weimar Amalia zu den Drei Rosen (Amalia de les tres roses), quan pel que sembla encara treballava el Ritu de l'Estricta Observança Templera. No obstant això, el 1782, aquesta lògia va començar a treballar en el Ritu Zinnendorf. En aquesta mateixa lògia, però el 1820, s'iniciaria el "successor" de Haydn, Johann Nepomuk Hummel. Per contra, malgrat la seva estreta relació amb la maçoneria, la pertinença de Ludwig van Beethoven a aquest o qualsevol altre ritu ha estat molt debatuda.
Entre les curiositats històriques d'aquest ritu es troba la pertinença a ell de Wolfgang Amadeus Mozart, iniciat el 1784 a la lògia vienesa Zur Wohlthätigkeit (La Beneficència), així com el seu pare Leopold Mozart i Joseph Haydn, ambdós iniciats cap al final de les seves vides, posteriorment que Amadeus. Una comparació amb els rituals del Ritu Zinnendorf, permet afirmar que aquest és el ritu que es descriu en 1791 a Die Zauberflöte (La flauta màgica). Tot i incloure en el llibret molts elements vinculats a la cultura popular, i que porta a terme una interpretació bastant lliure del ritual maçònic, les directrius del que és una Iniciació maçònica sota el Ritu Zinnendorf són palpables dintre l'obra.

## Estructura del Ritu

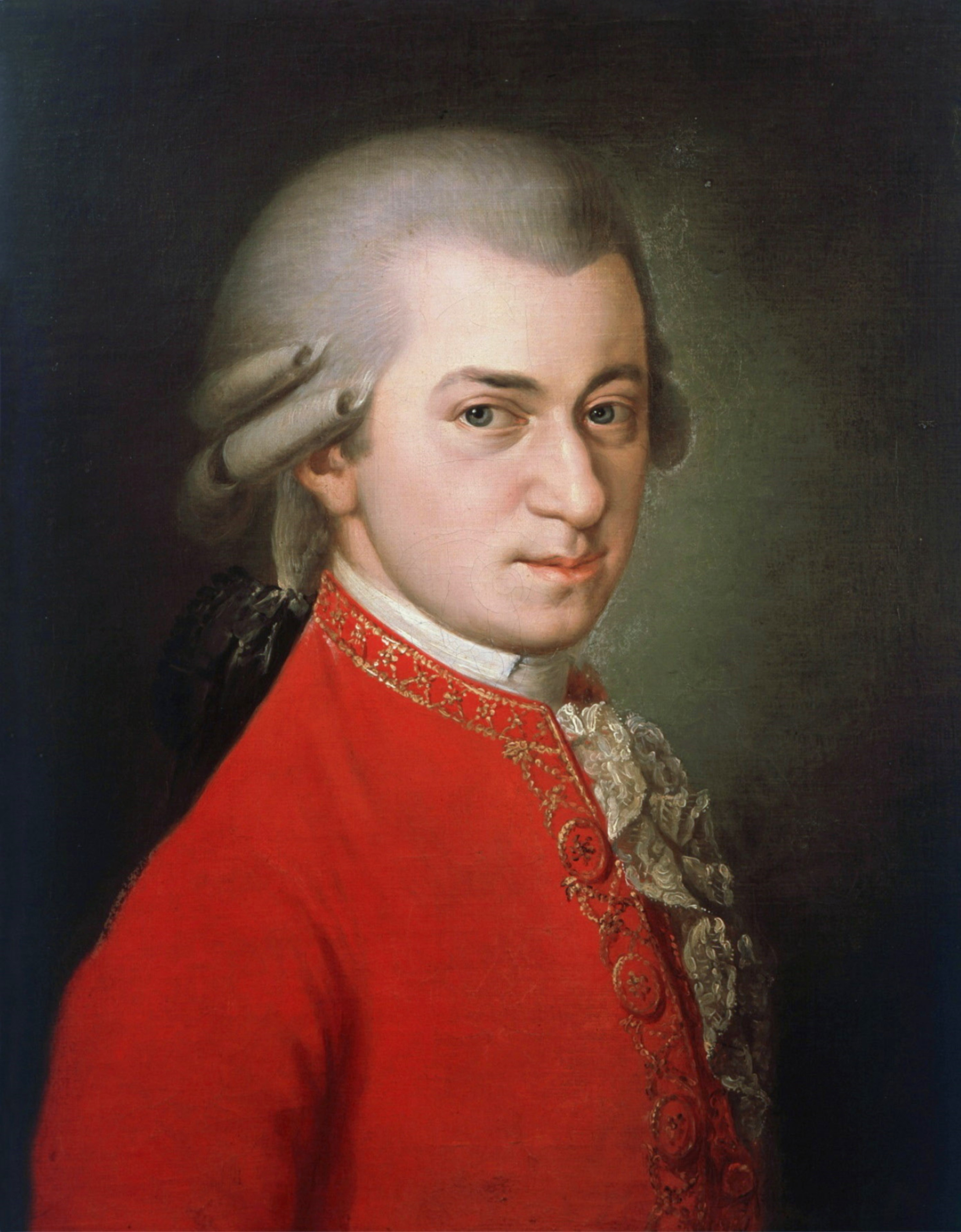
Mozart, va ser amortallat segons el ritual maçònic (mantell negre amb caputxa).

El Ritu Zinnendorf serà reformat lleugerament l'any de 1819 per Christian Carl Friedrich Wilhelm von Nettelbladt (1779-1843), que és quan adquireix la seva forma actual i s'adopta el sistema de graus que avui perdura. Aquest sistema de set graus és el següent:
- Maçoneria blau o de Sant Joan

1. Aprenent
2. Company
3. Mestre
- Maçoneria vermella o de Sant Andreu

4. Aprenent i Company Escocès
5. Mestre Escocès
- Maçoneria Capitular

6. Clergue o Preferit de sant Joan
7. Germà Elegit